# Space Truckin'
«Space Truckin'» es una canción interpretada por la banda británica de hard rock Deep Purple. Fue publicada como la canción de cierre del álbum de 1972, Machine Head.
El guitarrista Ritchie Blackmore declaró en el documental Classic Albums: Deep Purple – The Making of Machine Head que la composición de la canción comenzó con los riffs en el estribillo, los cuales fueron inspirados por el tema musical de la serie de televisión Batman, compuesto por Neal Hefti. Blackmore le preguntó al vocalista Ian Gillan si podía escribir alguna letra sobre el riff, y el resto de la canción se desarrolló a partir de ahí.

## Versiones en vivo
- Una versión grabada en el Festival Hall en Osaka el 16 de agosto de 1972 fue publicada en el álbum en vivo del mismo año, Made in Japan.[3]
- Una presentación grabada en Oslo, Noruega, el 22 de agosto de 1987 fue publicada en Nobody's Perfect.[4]
- Una versión de la canción grabada en el festival de música California Jam el 6 de abril de 1974 fue publicada en el álbum de 1996, California Jamming.[5]
- Una presentación grabada en el Palais des Sports en París, Francia, el 7 de abril de 1975 fue publicada en Live in Paris 1975.[6]

## Otras versiones
- La banda estadounidense de thrash metal Overkill incluyó una versión de la canción en su álbum Coverkill.[7]
- La banda estadounidense Tesla publicó la canción en su álbum Real to Reel.[8]
- La banda estadounidense de metal industrial Ministry incluyó una versión de la canción en su álbum Cover Up.[9]
- William Shatner versionó la canción en su álbum Seeking Major Tom.[10]
- Una versión de la canción, interpretada por Iron Maiden, apareció en el álbum tributo, Re-Machined: A Tribute to Deep Purple's Machine Head.[11]
- El ex guitarrista de Kiss, Ace Frehley versionó la canción en su álbum Origins Vol. 2.[12]

## Créditos
- Ian Gillan – vocales
- Ritchie Blackmore – guitarra
- Roger Glover – bajo
- Jon Lord – teclados
- Ian Paice – batería, percusión

## Uso en la cultura popular
- La introducción de la canción fue usada en el episodio «The Airplane Show» de la serie de televisión WKRP in Cincinnati.[13]
- La canción fue usada en el primer y último episodio de Ash vs. Evil Dead.[14]
- La canción aparece en la banda sonora de la película de 2005, Lords of Dogtown.[15]
- La canción aparece en el videojuego Guitar Hero: Van Halen.[16]
- Aparece en la serie de videojuegos de música, Rock Band como contenido descargable.
- En JoJolion, la octava parte de JoJo's Bizarre Adventure, el Stand de Kaato Higashikata, «Space Trucking», es nombrado después de la canción.[17]